# Vital Van Landeghem
Vital Van Landegem (Vilvoorde, 29 november 1912 - aldaar, 15 oktober 1990) was een Belgisch voetballer die speelde als aanvaller. Hij speelde in de Eerste klasse bij Union Sint-Gillis waar hij deel uitmaakte van de ploeg die 60 wedstrijden ongeslagen bleef en in 1934 de Nationale trofee voor sportverdienste won. In datzelfde jaar was Van Landeghem eveneens Belgisch topschutter.
Van Landegem doorliep de jeugdreeksen bij Vilvoorde FC en debuteerde er in 1929 in de eerste ploeg die toen in Tweede klasse uitkwam. Op het einde van het seizoen degradeerde de club naar Bevordering, de huidige Vierde klasse. Hij bleef er nog twee seizoenen voetballen.
In 1932 trok Union Sint-Gillis, dat actief was in de Eerste klasse, hem aan en hij veroverde onmiddellijk een basisplaats. Van Landeghem werd met de ploeg landskampioen in 1933, 1934 en 1935 en maakte deel uit van de ploeg die tussen 1933 en 1935 60 wedstrijden ongeslagen bleef en in 1934 de Nationale trofee voor sportverdienste won. In datzelfde jaar was Van Landegem eveneens topschutter in de Eerste klasse met 29 doelpunten. Hij bleef er voetballen tot in 1938 en speelde 123 wedstrijden waarin hij 109 doelpunten scoorde.
In 1938 trok hij voor een seizoen naar RC Tienen dat net naar Tweede klasse was gedegradeerd. Nadat de competitie terug werd hervat na de onderbreking omwille van de Tweede Wereldoorlog ging Van Landeghem in 1941 opnieuw aan de slag bij Vilvoorde FC, dat eveneens in Tweede klasse uitkwam. Hij zette een punt achter zijn voetballoopbaan in 1946.
Van Landegem speelde in 1932 eenmaal voor het Belgisch voetbalelftal. In de wedstrijd tegen Oostenrijk die België met 1-6 verloor maakte Van Landeghem het enige Belgische doelpunt.